# Alfred Kastler
Alfred Kastler (Guebwiller, 3 maggio 1902 – Bandol, 7 gennaio 1984) è stato un fisico francese, nato in Alsazia quando questa regione faceva parte dell'Impero Germanico, vincitore del premio Nobel per la fisica nel 1966, per «la scoperta e lo sviluppo di metodi ottici per lo studio della risonanza hertziana negli atomi».

## Biografia
Kastler frequentò il liceo Bartholdi di Colmar e l'École Normale Supérieure di Parigi, dal 1921. Dopo gli studi, nel 1926 iniziò a insegnare fisica al liceo di Mulhouse, poi all'Università di Bordeaux, dove insegnò fino al 1941. Su richiesta di Georges Bruhat tornò all'École Normale Supérieure, dove ottenne una cattedra nel 1952.
Collaborando con Jean Brossel, portò avanti ricerche sulla meccanica quantistica, sull'interazione tra luce e atomi, e sulla spettroscopia. Kastler, utilizzando in maniera combinata sistemi di risonanza ottica e nucleare, sviluppò la tecnica del pompaggio ottico. Questi studi condussero al completamento dell'apparato teorico riguardante laser e maser.